# Tratado de Bucareste (1916)
O Tratado de Bucareste foi um tratado internacional assinado entre a Tríplice Entente e o Reino da Romênia em Bucareste, capital deste último, em 17 de agosto de 1916, como parte da Primeira Guerra Mundial.

## Precedentes
Em 1915, o tenente-coronel Christopher Thompson, um falante fluente de francês, foi enviado para Bucareste como o agregado militar britânico Horatio Kitchener para conseguir a entrada da Romênia na guerra. No entanto, na chegada, logo notou que a Romênia estava mal preparada em termos de armamentos, visto que o país estaria diante de uma guerra em três frentes contra: contra o Império Austro-húngaro, contra o Império Otomano e contra a Bulgária. Assim, a Romênia representava mais uma responsabilidade do que uma vantagem para os Aliados.  Apesar das deficiências romenas, estas passaram a segundo plano e uma convenção militar foi assinada com a Romênia em 13 de agosto de 1916. Thompson assumiu a missão militar britânica.[carece de fontes?]

## Tratado
O tratado consistia em duas partes: um tratado político e uma convenção militar.
No tratado político, a Entente reconhecia o direito da Romênia para incorporar a Transilvânia, Crisana e Maramures, Bucovina e Banat a serem tratados de forma igual com seus aliados nas conferências de paz.[carece de fontes?]
A convenção militar romena foi criada para atacar o Império Austro-Húngaro, ao sul, enquanto a Rússia iniciou uma ofensiva na Frente Oriental para apoiar a invasão romena da Transilvânia. O comandante-em-chefe da Rússia concordo em enviar duas divisões de infantaria e uma de cavalaria para proteger a retaguarda de Dobruja romena de um possível ataque búlgaro.
Franceses e ingleses, por sua vez, prometeram lançar uma ofensiva na frente de Salônica para provocar uma retirada búlgara.

## Cessões territoriais
Em compensação, quando a guerra terminou, a Romênia vai receber as seguintes áreas:[carece de fontes?]
- Transilvânia, Crisana e Maramureş, territórios controlados pela Hungria, mas com maioria da população romena porém com minorias húngaras e alemã.[carece de fontes?]
- Banat, controlada pela Hungria, mas em grande parte de população romena com minorias alemãs, sérvias e húngaras.[carece de fontes?]
- Bucovina, território controlado pela Áustria, com população romena e ucraniana.[carece de fontes?]